# 吴希泽
吴希泽（英語：Caesar Wu，1996年10月19日—）是中国内地男演员、歌手、模特儿。擅长演戏，唱歌，跳舞。2018年，与王鹤棣、官鸿和梁靖康组成F4主演青春偶像剧《流星花园》饰演西门彦从而进入演艺圈。

## 演艺经历

### 2017年：出道
因朋友偷偷拿吴希泽的简历去报名《流星花园》演员选拔，被柴智屏选中与王鹤棣、官鸿和梁靖康组成F4主演青春偶像剧《流星花园》，并在剧中饰演成熟稳重内敛的西门彦，该剧于2018年7月9日在湖南卫视播出。

### 2018年
5月26日，随《流星花园》剧组参与录制的嘉宾访谈游戏综艺节目《快乐大本营》在湖南卫视播出 。6月，参与录制世界杯访谈节目《这！就是世界波》。7月4日，参与录制的足球题材脱口秀节目《奇谭十一人》在中央电视台体育频道播出 。7月8日，随《流星花园》剧组参与录制的娱乐脱口秀节目《天天向上》在湖南卫视播出 。8月4日，在芒果TV主办的青春芒果夜上，吴希泽和王鹤棣合作演唱歌曲《想你想到快疯了》和《非同小可》。11月27日，参加《风度men’s uno Young》周年派对暨红人大赏，并获得年度风尚偶像奖。

### 2019
10月12日，参加青春体娱跨界类型节目《超新星全运会第二季》 。

### 2020年
4月20日，古装言情剧《长安少年行》在腾讯视频、芒果TV播出，吴希泽在剧中饰演知书识礼、俊逸沉稳的监察御史杨子安，进入尚艺馆与同窗一起求学破案 。5月，与张慧雯合作主演古装言情剧《一片冰心在玉壶》，并在剧中饰演赤胆忠心、谦和稳重的南侠展昭。10月9日，吴希泽主演的古装言情剧《将军家的小娘子》在优酷上线，其在剧中饰演冷血将军楚修明 。10月26日，发布个人单曲《结束了》。12月31日，在湖南卫视跨年演唱会上与王鹤棣、官鸿、梁靖康合唱歌曲《流星雨》。

### 2021年
2月6日，与何泓姗主演的古装言情微剧《如梦令》在腾讯视频上线，吴希泽在剧中饰演凉州富家弟子扶烨。3月29日，国家广播电视总局为庆祝中国共产党成立100周年策划组织创作的主题重点作品《理想照耀中国》之《破冰》在山东寿光宣布开机，吴希泽参演 。

## 音乐作品

### 单曲
| 年份   | 名称               | 作曲                | 作词   | 备注                    |
| 2018年 | 《想你想到快疯了》 | 约翰尼(Johnny Chao) | 吴易纬 | 电视剧流星花园2018 插曲 |
| 2020年 | 《花开的瞬间》     | 林钧晖              | 翟春潇 | 电视剧长安少年行 主題曲 |
| 2020年 | 《遥不可及的梦》   | 陈玉彬              | 翟春潇 | 电视剧长安少年行 片尾曲 |

## 影视作品

### 电视剧/网络剧
| 年份   | 剧名           | 角色   | 備註         |
| 2018年 | 流星花园       | 西门彦 |              |
| 2020年 | 长安少年行     | 杨子安 | 网络剧       |
| 2020年 | 将军家的小娘子 | 楚修明 |              |
| 2021年 | 如梦令         | 扶烨   | 网络微剧     |
| 2021年 | 理想照耀中国   | 李振兴 | 單元《破冰》 |
| 2021年 | 一片冰心在玉壶 | 展昭   | 网络剧       |
| 2022年 | 一闪一闪亮星星 | 展宇   | 网络剧       |
| 2023年 | 南洋女儿情     | 世襄   |              |
| 2023年 | 少女闯江湖     | 蒋步汀 | 网络剧       |
| 2023年 | 亲爱的朋友     | 唐大川 | 网络剧       |
| 2024年 | 惜花芷         | 沈淇   | 网络剧       |
| 2024年 | 江城诡事       | 宋河   | 网络短剧     |
| 2024年 | 幻乐森林       | 靳商羽 | 网络剧       |
| 2025年 | 爱你           | 严恒   |              |
| 2025年 | 你的太阳       | 尹灼风 | 网络短剧     |
| 待播   | 和我结婚吧     | 穆炎   | 网络剧       |
| 待播   | 她似风野       |        | 网络剧       |
| 待播   | 咸鱼飞升       |        | 网络剧       |
| 待播   | 折腰           | 魏劭   | 网络短剧     |

### 电影
| 年份   | 名称 | 角色 |
| 2021年 | 1921 | 杨晦 |

## 荣誉及奖项
| 年份   | 届次 | 奖项                                                | 作品   | 国家 | 结果 |
| 2018年 | 2018 | 风度men’s uno Young周年派对暨红人大赏年度风尚偶像奖 | 不適用 | 中国 | 獲獎 |